# Karl von Rose
Carl Friedrich Georg von Rose (* 15. April 1863 in Döhlau in Ostpreußen; † 9. April 1945 in Zoppot) war ein deutscher Verwaltungsbeamter und Rittergutsbesitzer.

## Leben
Die bürgerlichen Vorfahren stammten Mitte des 17. Jahrhunderts aus Genthin. Seine Eltern waren Ludwig Rose (1819–1886), zuerst Baumeister in Schwerin, dann Gutsherr und M.d.R., und Dorothee Heckmann (1827–1901), aus Berlin. Carl Rose, seit 1905 von Rose, war ein jüngerer Bruder des Gutsbesitzers Franz Rose (1854–1912), der als Mäzen besonders die Künstler Adolfo Wildt und Albert Welti förderte. Die von Adolfo Wildt geschaffene Büste Franz Roses befindet sich noch in der Kirche von Döhlau, heute polnisch Dylewo, Albert Weltlis Porträt Roses in seinem Arbeitszimmer in der National Gallery of Art in Washington D. C.
Er studierte Rechtswissenschaften an der Georg-August-Universität Göttingen. 1883 wurde er Mitglied des Corps Saxonia Göttingen. Nach Abschluss des Studiums, Promotion zum Dr. jur. und Referendariat wurde er Regierungsassessor im preußischen Staatsdienst, zuletzt bei der Regierung in Posen. 1896 wurde er Landrat des Kreises Schroda. 1909 wurde er zum Oberregierungsrat bei der Regierung in Bromberg befördert. Im März 1914 quittierte er den Staatsdienst.
Nach seinem Ausscheiden aus dem preußischen Staatsdienst lebte von Rose als Majoratsbesitzer bis zu seiner Flucht 1945 aus Ostpreußen, auf der er ums Leben kam, auf dem Rittergut Döhlau (polnisch Dylewo) im Kreis Osterode in Ostpreußen. Dieses Gut hatte er nach dem Tod seines Bruders Franz Rose 1912 geerbt. Zusammen mit seinem Rittergut Bialokosch, Landkreis Birnbaum, umfasste sein Grundbesitz 2802 Hektar. Am Ersten Weltkrieg nahm er als Major der Reserve des Ostpreußischen Kürassier-Regiments Nr. 3 teil. Zuletzt kommandierte das 3. Bataillon des Landsturm-Infanterie-Regiments Nr. 37. 
Um 1932 bestand das Majorat Döhlau der Familie von Rose, bestehend aus Döhlau mit Gutsflächen in Pionchau, Bardtken, Dreißighufen, Elisenhof und Steinfließ. Als Verwalter agierte Herr Nickel. Die Gesamtfläche des Besitzes betrug hier 2805 Hektar.

## Familie
Karl von Rose war seit 1895 zu Posen verheiratet mit Sophie Freiin von Massenbach (1875–1958), Tochter der Elisabeth von Cosel (1847–1890) und des Freiherren Karl von Massenbach-Massenbach (1844–1911), General-Landschaftsrat und Gutsbesitzer, u. a. bei Posen. Sophie und Karl von Rose hatten vier Kinder, Botho, Ursula, Ludwig und Brigitte. Der Sohn Botho war Dr. phil. und kgl. preuß. Leutnant a. D., er bewirtschaftete und erbte Döhlau schon vor 1937. Tochter Ursula hatte den Dr. phil. und Dr. sc. pol Christian Krull geheiratet, der vor Kriegsausbruch als aktiver Offizier Batt.-Chef im Art.-Regiment 22 war. Tochter Brigitte hatte 1937 Erich Freiherr von Lang auf Schloss Leinzell geheiratet.
Der Kunsthistoriker Hans Rose war ein Neffe Karl von Roses und wurde 1912 von dem Schweizer Maler Fritz Pauli gemeinsam mit Franz Pauli in Döhlau porträtiert.

## Schriften
- Katalog der Bibliothek des Freiherrn Christian von Massenbach zu Bialokosch (Kr. Birnbaum) Provinz Posen. Mauskriptdruck. 1912 (Digitalisat)